# Société canadienne des auteurs, compositeurs et éditeurs de musique
 (septembre 2022).
Si vous disposez d'ouvrages ou d'articles de référence ou si vous connaissez des sites web de qualité traitant du thème abordé ici, merci de compléter l'article en donnant les références utiles à sa vérifiabilité et en les liant à la section « Notes et références ».
La Société canadienne des auteurs, compositeurs et éditeurs de musique (SOCAN) est l’organisation canadienne de gestion collective des droits d'auteur qui administre la communication et l’exécution des œuvres musicales.

## Description
Son rôle est de gérer ces droits au nom de ses membres (compositeurs, paroliers, auteurs-compositeurs et leurs éditeurs), ainsi que ceux des membres de ses organisations affiliées internationales, en émettant des licences pour l’utilisation de leur musique au Canada. Les sommes perçues sont distribuées à ses membres et aux organisations affiliées internationales sous forme de redevances. La SOCAN distribue également à ses membres les redevances qu’elle reçoit des organisations affiliées internationales pour l’utilisation de leur musique à travers le monde. La SOCAN a des bureaux à Toronto, Montréal, Vancouver, Edmonton et Dartmouth.
La SOCAN publie un magazine trimestriel destiné entre autres à ses membres, Paroles & Musique/Words & Music, un bulletin destiné à ses clients, Le Rythme de vos affaires !/Music Means Business!, ainsi que de nombreuses brochures d'information disponibles sur son site web. Ce site comporte une section sécurisée offrant aux membres ayant obtenu un code d'utilisateur une foule de services en ligne.
La SOCAN organise un gala annuel en novembre, au cours duquel des prix sont remis à ses membres s'étant distingués au cours de leur carrière ou dans l'année précédente, dans tous les styles de musique. Ce gala a lieu à Montréal pour les membres francophones et à Toronto pour les membres anglophones. La SOCAN remet également des prix au cours de l'année aux auteurs et éditeurs des chansons ayant atteint le sommet des palmarès et organise le concours annuel du prix de la chanson ÉCHO/ECHO Songwriting Prize, remis après vote du public aux auteurs d'une chanson de la relève musicale. Tout au long de l’année, la SOCAN prend part à une variété de commandites ainsi qu’à des séminaires et à des ateliers qui font la promotion et contribuent à former les auteurs, compositeurs, paroliers et éditeurs canadiens.
La SOCAN est membre de la Coalition pour la diversité des expressions culturelles.

## Histoire
En septembre 2022, plusieurs artistes québécois indiquent dans une lettre envoyée à la SOCAN avoir été lésés à la suite du changement de la méthode de calculs des montants redistribués aux artistes canadiens. SOCAN affirme avoir modifié cette méthode pour mieux refléter les changements de l'industrie de la musique canadienne, alors que les signataires affirment que cette méthode les désavantagent au profit des artistes canadiens anglophones. « Les artistes francophones du Québec estiment que, de 2019 à 2021, ils ont eu un manque à gagner de 45 %[...] »
Vers la fin de l'année 2022, la SOCAN délègue le secteur des activités d'art visuels à Droits d'auteurs d'Arts visuels. Cette mesure débutera à partir du 30 janvier 2023.

## SOCAN Awards
« Les Prix SOCAN sont un événement annuel, qui se tient à Toronto et à Montréal célèbrant les réalisations d’écriture, de composition et d’édition musicale des membres anglophones et francophones. 
Depuis 1990, année inaugurale des Prix SOCAN, l’industrie canadienne de la musique se réunit chaque année pour rendre hommage aux chansons les plus jouées de l’année précédente par les membres de la SOCAN :
- honorer une musique de cinéma et de télévision exceptionnelle,
- reconnaître des chansons emblématiques qui ont atteint la barre des 100 000 diffusions (ou 25 000 pour les chansons francophones) à la radio nationale,
- décerner aux membres de la SOCAN des prix spéciaux pour leurs réalisations professionnelles impressionnantes.

Au fil des ans, plus de 4 000 prix ont été décernés dans diverses catégories à des auteurs-compositeurs, des compositeurs et des éditeurs de musique dont la musique a remporté beaucoup de succès, tant au Canada qu’à l’étranger.
« Le SOCAN » est le premier et le seul trophée majeur de l’industrie musicale qui est aussi un véritable instrument de musique. Il a été créé en partenariat avec le fabricant d’instruments SABIAN du Nouveau-Brunswick et le célèbre concepteur de trophées Society Awards. 
Ce trophée intègre cinq crotales – des instruments de percussion circulaires en bronze, accordés et fabriqués à la main, qui produisent chacun une note différente lorsqu’ils sont frappés. Trois barres en acier plaqué or maintiennent les crotales fermement en place, et un « S » en or élégamment incurvé soutient chaque barre. Le SOCAN peut même être placé à l’horizontale pour en jouer, et chaque année, les tonalités des crotales reflètent le travail d’un membre éminent de la SOCAN qui est honoré cette année-là. »

### Catégories de récompense
- Prix SOCAN (SOCAN Award)
- Prix du long métrage national (Domestic Feature Film Award)
- Prix international de la musique de film (International Film Music Award)

### Palmarès 2015[5]

#### Prix international de la musique de film
- Percy Jackson : La Mer des monstres (Percy Jackson: Sea of Monsters) – Andrew Lockington[6]